# Boudrac
Boudrac est une commune française située dans l'ouest du département de la Haute-Garonne, en région Occitanie. Sur le plan historique et culturel, la commune est dans le pays de Comminges, correspondant à l’ancien comté de Comminges, circonscription de la province de Gascogne située sur les départements actuels du Gers, de la Haute-Garonne, des Hautes-Pyrénées et de l'Ariège.
Exposée à un climat océanique altéré, elle est drainée par l'Arrats, la Gesse, le ruisseau de la Seygouade de Derrière, et par divers autres petits cours d'eau. La commune possède un patrimoine naturel remarquable composé d'une zone naturelle d'intérêt écologique, faunistique et floristique.
Boudrac est une commune rurale qui compte 149 habitants en 2022, après avoir connu un pic de population de 694 habitants en 1846. Ses habitants sont appelés les Boudracais ou  Boudracaises.

## Géographie

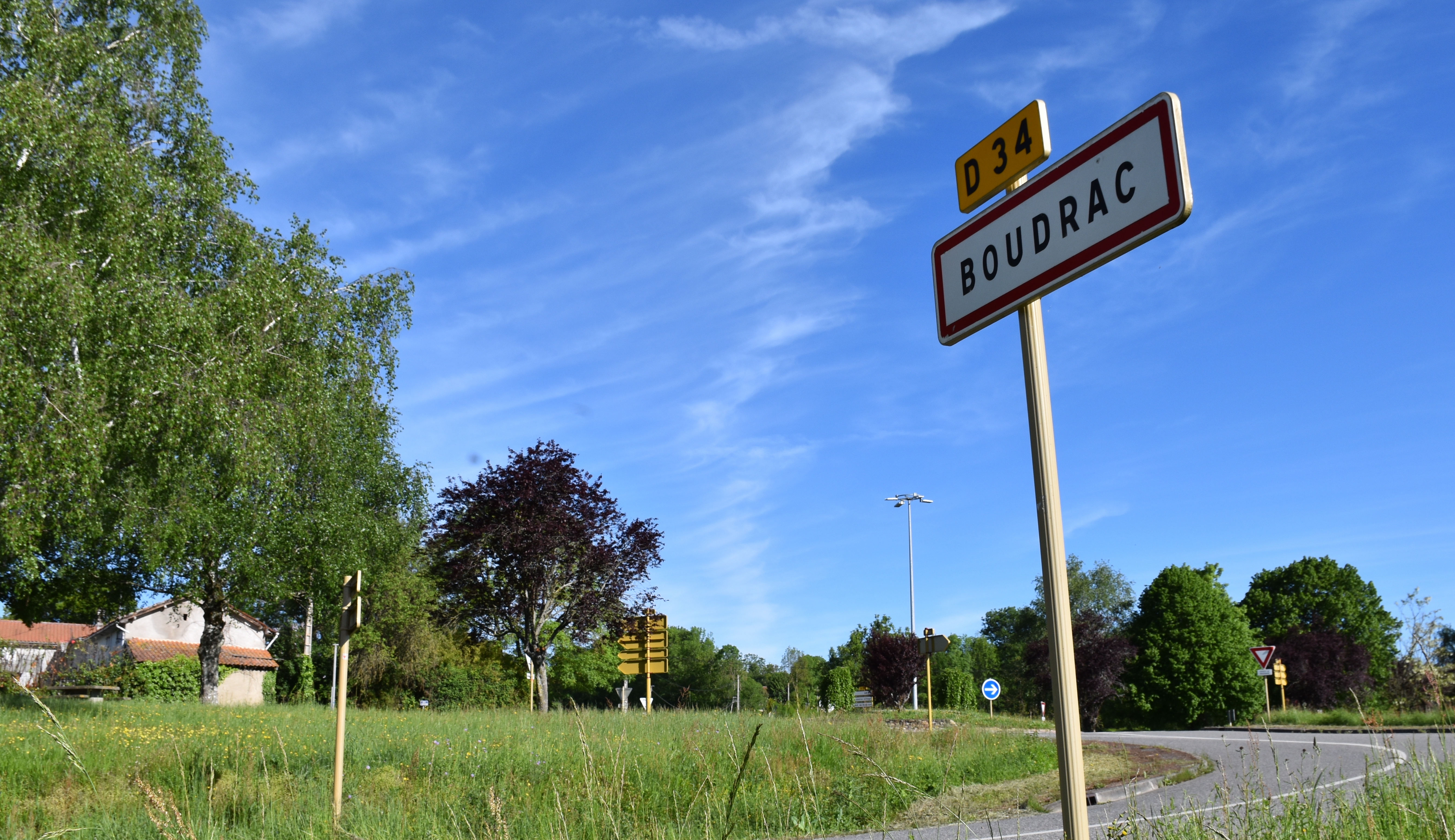
Une entrée de la commune.

### Localisation
La commune de Boudrac se trouve dans le département de la Haute-Garonne, en région Occitanie.
Elle se situe à 87 km à vol d'oiseau de Toulouse, préfecture du département, et à 18 km de Saint-Gaudens, sous-préfecture.
Les communes les plus proches sont : 
Cazaril-Tambourès (1,7 km), Arné (1,8 km), Balesta (3,5 km), Lécussan (4,0 km), Lassales (4,0 km), Bazordan (4,1 km), Saint-Plancard (4,5 km), Sédeilhac (4,9 km).
Sur le plan historique et culturel, Boudrac fait partie du pays de Comminges, correspondant à l’ancien comté de Comminges, circonscription de la province de Gascogne située sur les départements actuels du Gers, de la Haute-Garonne, des Hautes-Pyrénées et de l'Ariège.
Les communes limitrophes sont  Arné, Balesta, Bazordan, Cazaril-Tambourès, Lécussan, Monléon-Magnoac et Uglas.
| Monléon-Magnoac (Hautes-Pyrénées) | Bazordan (Hautes-Pyrénées) | Balesta           |
| Arné (Hautes-Pyrénées)            | Boudrac                    | Cazaril-Tambourès |
| Uglas (Hautes-Pyrénées)           | Lécussan                   |                   |

### Hydrographie

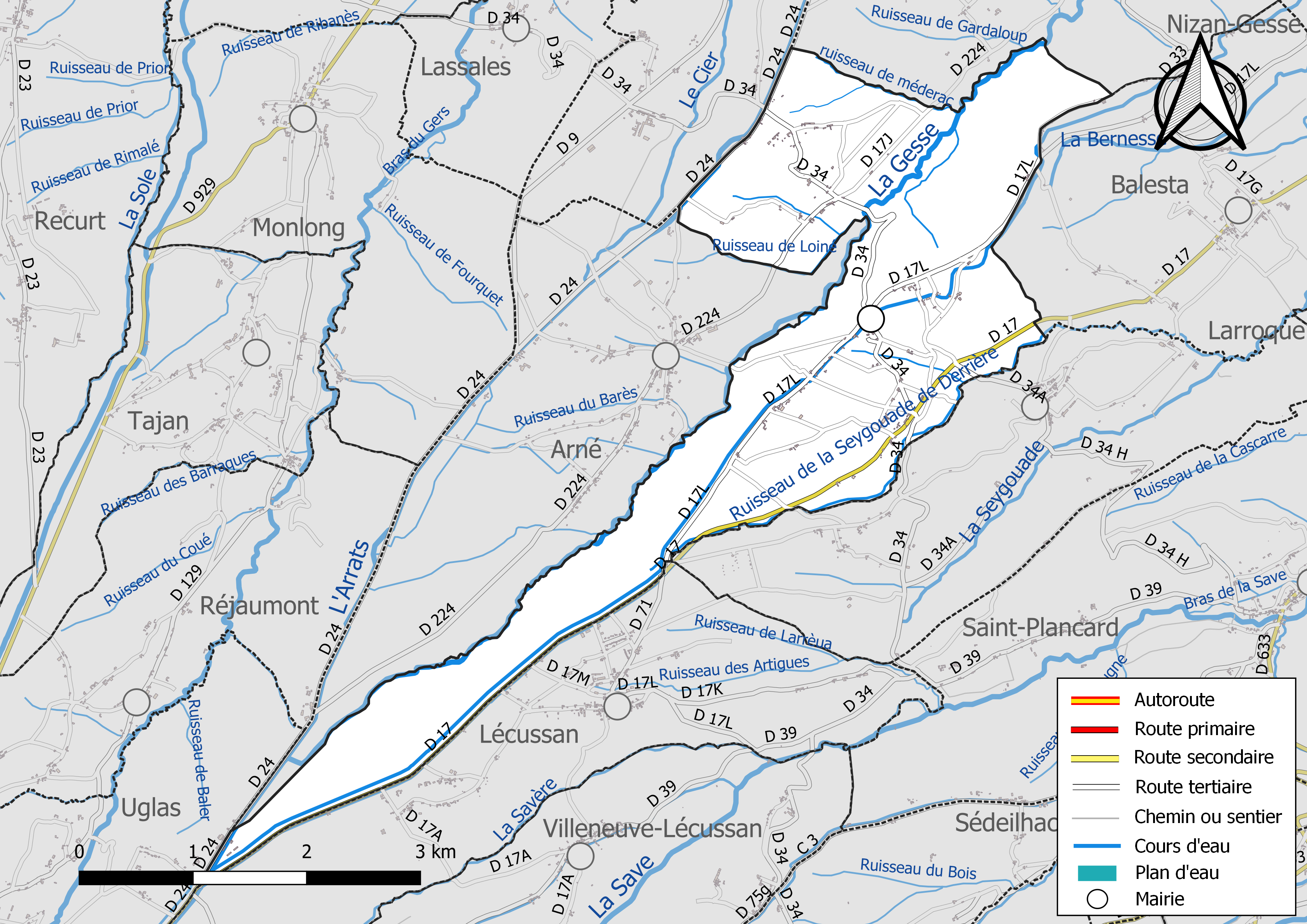
Réseaux hydrographique et routier de Boudrac.

La commune est dans le bassin de la Garonne, au sein du bassin hydrographique Adour-Garonne. Elle est drainée par l'Arrats, la Gesse, le ruisseau de la Seygouade de Derrière, un bras de la Gesse, le ruisseau de Gardaloup, le ruisseau de Loiné, le ruisseau de méderac le ruisseau des picharrotes le ruisseau de la hountasse et par divers petits cours d'eau, constituant un réseau hydrographique de 25 km de longueur totale,.
L'Arrats, d'une longueur totale de 162,1 km, prend sa source dans la commune de Lannemezan et s'écoule vers le nord. Il traverse la commune et se jette dans la Garonne à Saint-Loup, après avoir traversé 66 communes.
La Gesse, d'une longueur totale de 52,1 km, prend sa source dans la commune d'Arné et s'écoule vers le nord-est. Elle traverse la commune et se jette dans la Save à Espaon, après avoir arrosé 21 communes.

### Climat
Pour des articles plus généraux, voir Climat de l'Occitanie et Climat de la Haute-Garonne.
En 2010, le climat de la commune est de type climat océanique altéré, selon une étude s'appuyant sur une série de données couvrant la période 1971-2000. En 2020, Météo-France publie une typologie des climats de la France métropolitaine dans laquelle la commune est exposée à un climat de montagne ou de marges de montagne et est dans la région climatique Pyrénées centrales, caractérisée par une pluviométrie annuelle de 1 000 à 1 200 mm.
Pour la période 1971-2000, la température annuelle moyenne est de 11,8 °C, avec une amplitude thermique annuelle de 14,4 °C. Le cumul annuel moyen de précipitations est de 1 044 mm, avec 9,7 jours de précipitations en janvier et 7,1 jours en juillet. Pour la période 1991-2020, la température moyenne annuelle observée sur la station météorologique la plus proche, située sur la commune de Clarac à 13 km à vol d'oiseau, est de 12,5 °C et le cumul annuel moyen de précipitations est de 804,9 mm,. Pour l'avenir, les paramètres climatiques de la commune estimés pour 2050 selon différents scénarios d'émission de gaz à effet de serre sont consultables sur un site dédié publié par Météo-France en novembre 2022.

### Milieux naturels et biodiversité

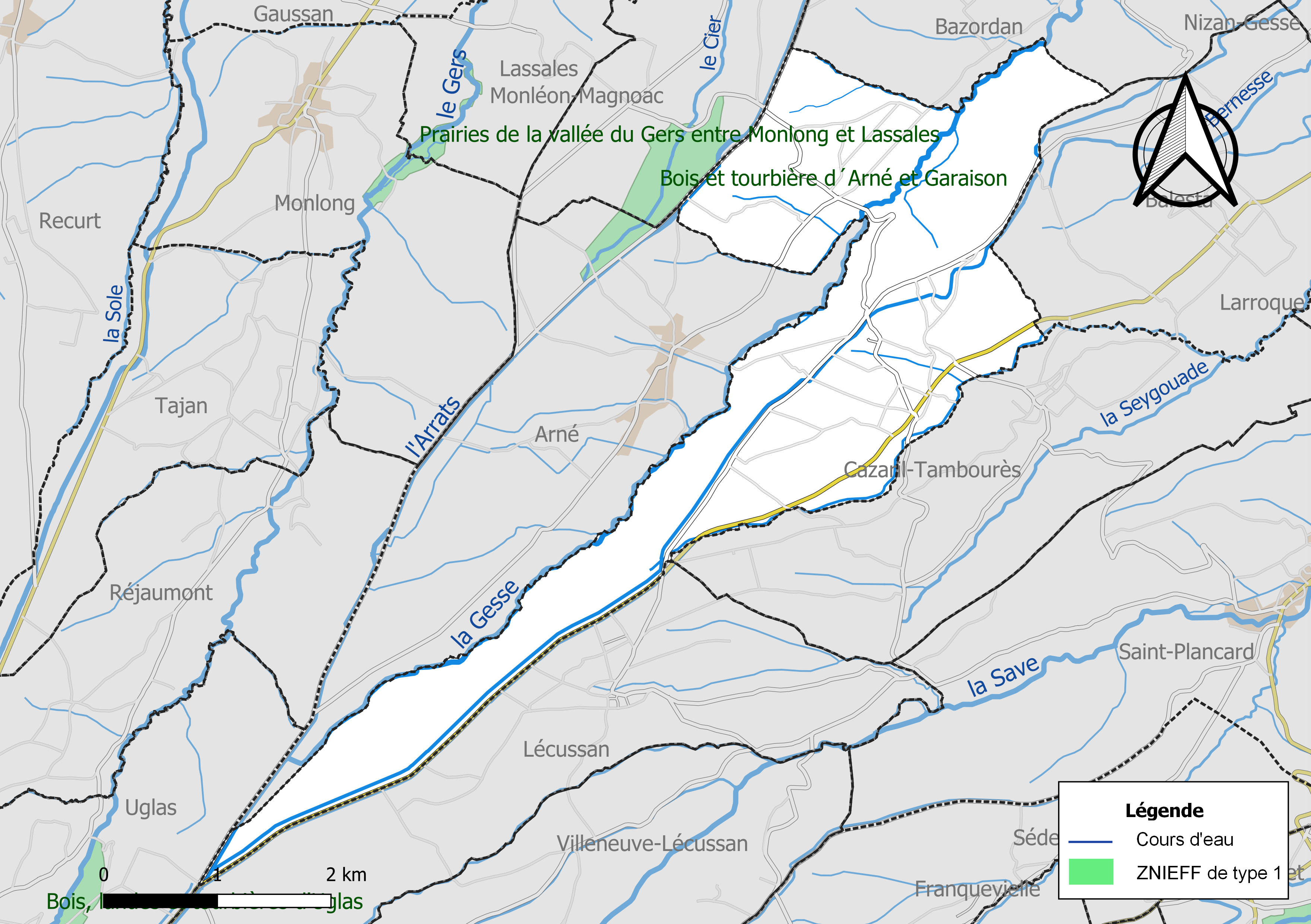
Carte de la ZNIEFF de type 1 localisée sur la commune.

L’inventaire des zones naturelles d'intérêt écologique, faunistique et floristique (ZNIEFF) a pour objectif de réaliser une couverture des zones les plus intéressantes sur le plan écologique, essentiellement dans la perspective d’améliorer la connaissance du patrimoine naturel national et de fournir aux différents décideurs un outil d’aide à la prise en compte de l’environnement dans l’aménagement du territoire.
Une ZNIEFF de type 1 est recensée sur la commune :
les « bois et tourbière d´Arné et Garaison » (70 ha), couvrant 3 communes dont une dans la Haute-Garonne et deux dans les Hautes-Pyrénées.

## Urbanisme

### Typologie
Au 1er janvier 2024, Boudrac est catégorisée commune rurale à habitat très dispersé, selon la nouvelle grille communale de densité à sept niveaux définie par l'Insee en 2022.
Elle est située hors unité urbaine et hors attraction des villes,.

### Occupation des sols
L'occupation des sols de la commune, telle qu'elle ressort de la base de données européenne d’occupation biophysique des sols Corine Land Cover (CLC), est marquée par l'importance des territoires agricoles (68,8 % en 2018), une proportion sensiblement équivalente à celle de 1990 (68,7 %). La répartition détaillée en 2018 est la suivante : 
zones agricoles hétérogènes (46,8 %), forêts (31,2 %), terres arables (22 %). L'évolution de l’occupation des sols de la commune et de ses infrastructures peut être observée sur les différentes représentations cartographiques du territoire : la carte de Cassini (XVIIIe siècle), la carte d'état-major (1820-1866) et les cartes ou photos aériennes de l'IGN pour la période actuelle (1950 à aujourd'hui).

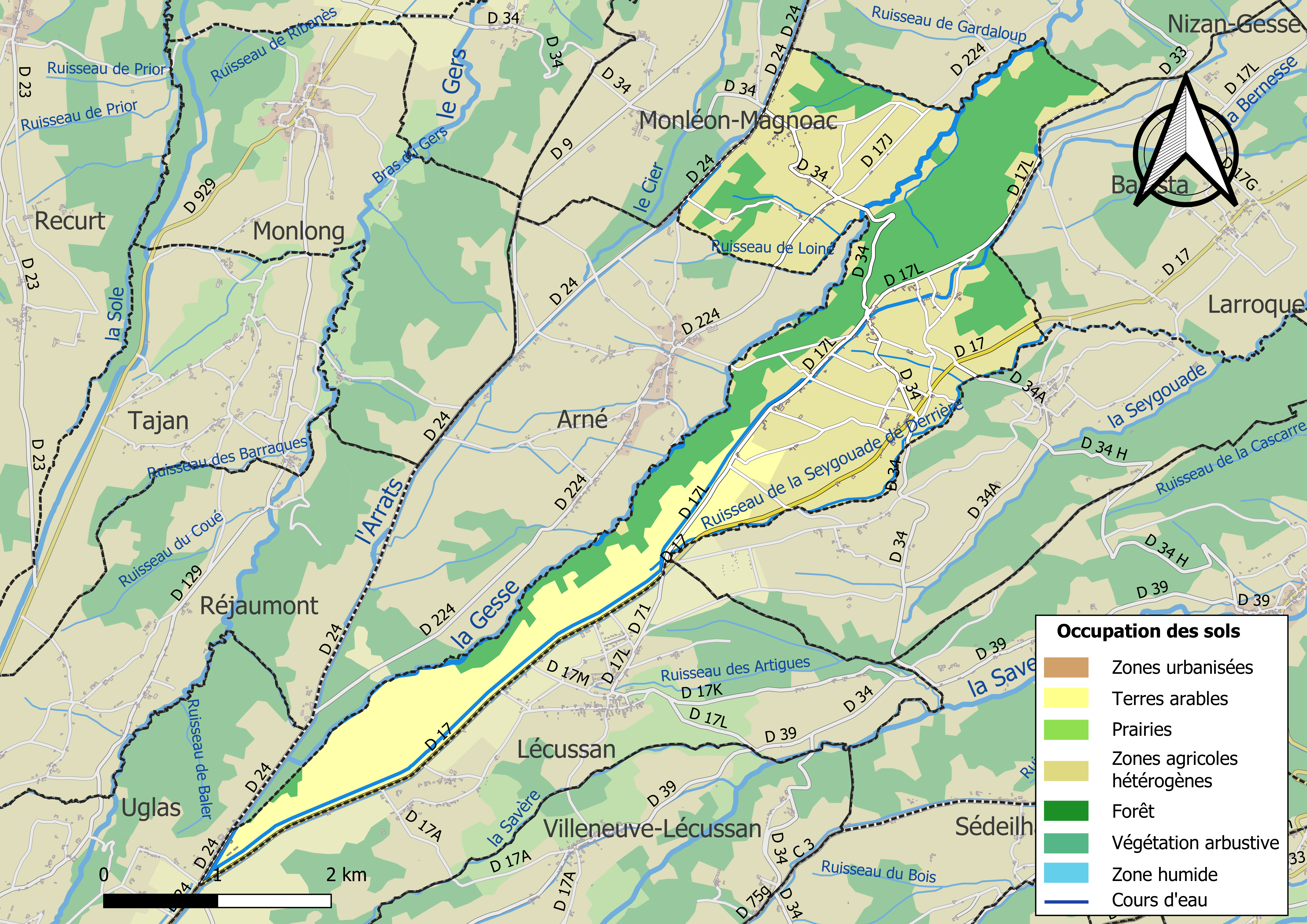
Carte des infrastructures et de l'occupation des sols de la commune en 2018 (CLC).

### Voies de communication et transports
Accès avec la ligne régulière de transport interurbain du réseau liO Arc-en-Ciel (anciennement SEMVAT).

### Risques majeurs
Le territoire de la commune de Boudrac est vulnérable à différents aléas naturels : météorologiques (tempête, orage, neige, grand froid, canicule ou sécheresse), inondations et séisme (sismicité modérée). Un site publié par le BRGM permet d'évaluer simplement et rapidement les risques d'un bien localisé soit par son adresse soit par le numéro de sa parcelle.
Certaines parties du territoire communal sont susceptibles d’être affectées par le risque d’inondation par débordement de cours d'eau, notamment la Gesse et La commune a été reconnue en état de catastrophe naturelle au titre des dommages causés par les inondations et coulées de boue survenues en 1982, 1999 et 2009,.

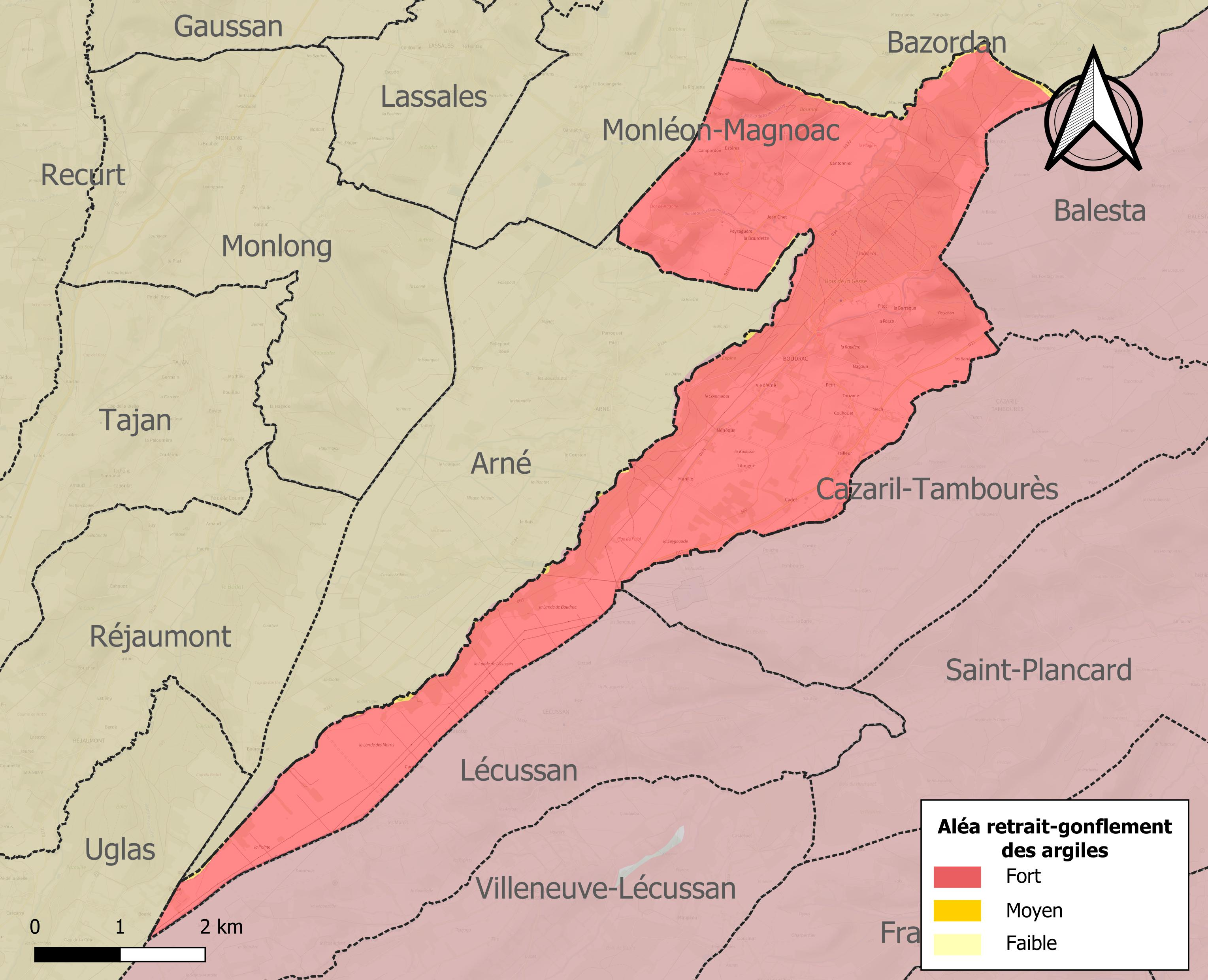
Carte des zones d'aléa retrait-gonflement des sols argileux de Boudrac.

Le retrait-gonflement des sols argileux est susceptible d'engendrer des dommages importants aux bâtiments en cas d’alternance de périodes de sécheresse et de pluie. La totalité de la commune est en aléa moyen ou fort (88,8 % au niveau départemental et 48,5 % au niveau national). Sur les 82 bâtiments dénombrés sur la commune en 2019, 82 sont en aléa moyen ou fort, soit 100 %, à comparer aux 98 % au niveau départemental et 54 % au niveau national. Une cartographie de l'exposition du territoire national au retrait gonflement des sols argileux est disponible sur le site du BRGM,.
Par ailleurs, afin de mieux appréhender le risque d’affaissement de terrain, l'inventaire national des cavités souterraines permet de localiser celles situées sur la commune.
Concernant les mouvements de terrains, la commune a été reconnue en état de catastrophe naturelle au titre des dommages causés par la sécheresse en 1989 et par des mouvements de terrain en 1999.

## Histoire
Jusqu'à la Révolution, la paroisse de Boudrac était une des nombreuses enclaves de la Jugerie de Rivière-Verdun.

### Les Templiers et les Hospitaliers
Boudrac fut dès le XIIIe siècle une commanderie templière qui faisait partie de la province de Provence avant de devenir après la dévolution des biens de l'ordre du Temple l'une des principales commanderies de l'ordre de Saint-Jean de Jérusalem en Gascogne au sein du grand prieuré de Toulouse.

## Politique et administration

### Rattachements administratifs et électoraux
Commune faisant partie de la huitième circonscription de la Haute-Garonne, de la communauté de communes Cœur et Coteaux du Comminges et du canton de Saint-Gaudens (avant le redécoupage départemental de 2014, Boudrac faisait partie de l'ex-canton de Montréjeau). Avant le 1er janvier 2017 elle faisait partie de la communauté de communes Nébouzan-Rivière-Verdun. La commune est également membre du SIVOM de Saint-Gaudens Montréjeau Aspet Magnoac.

### Liste des maires

La mairie et la salle des fêtes
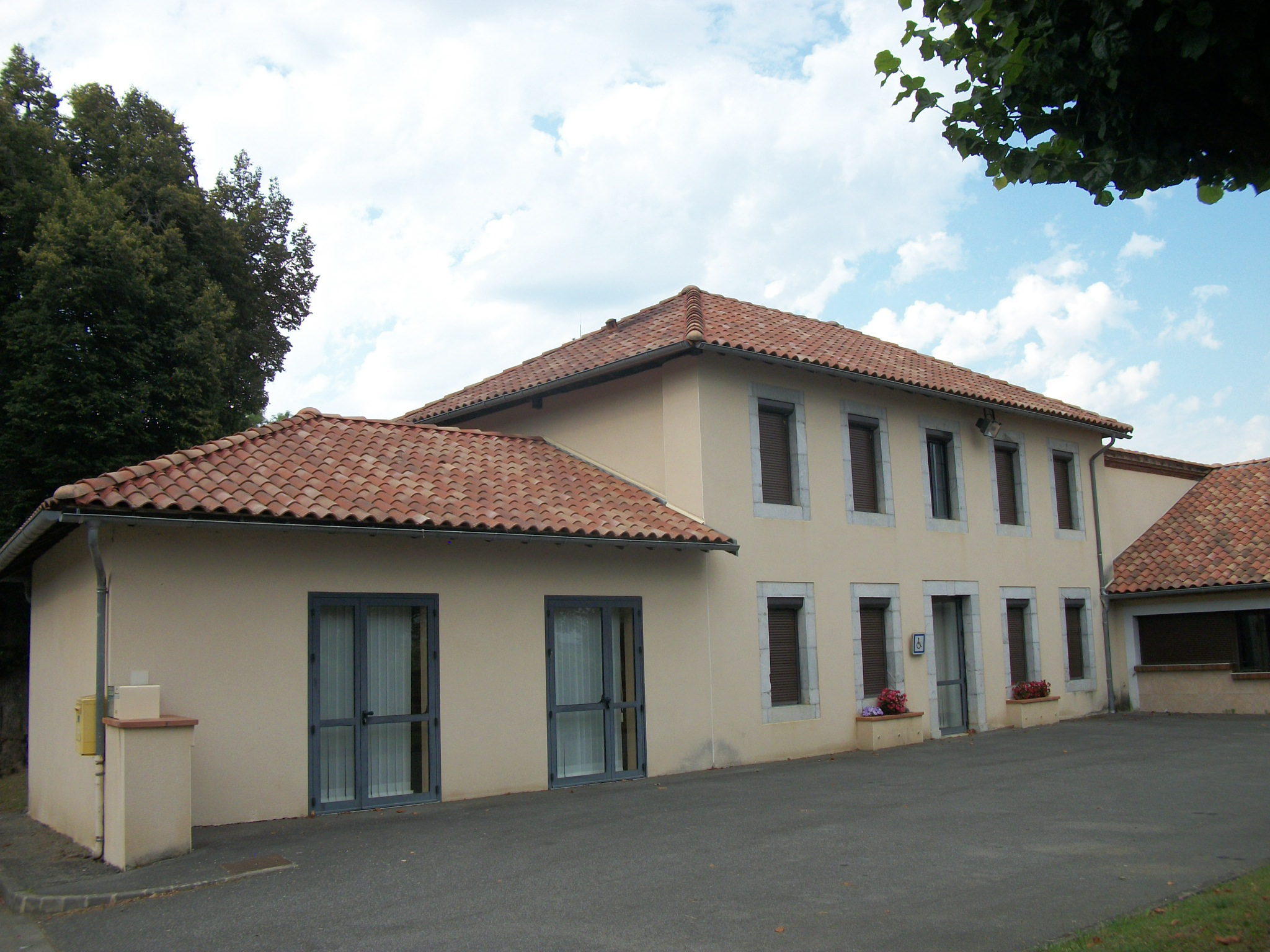
La mairie
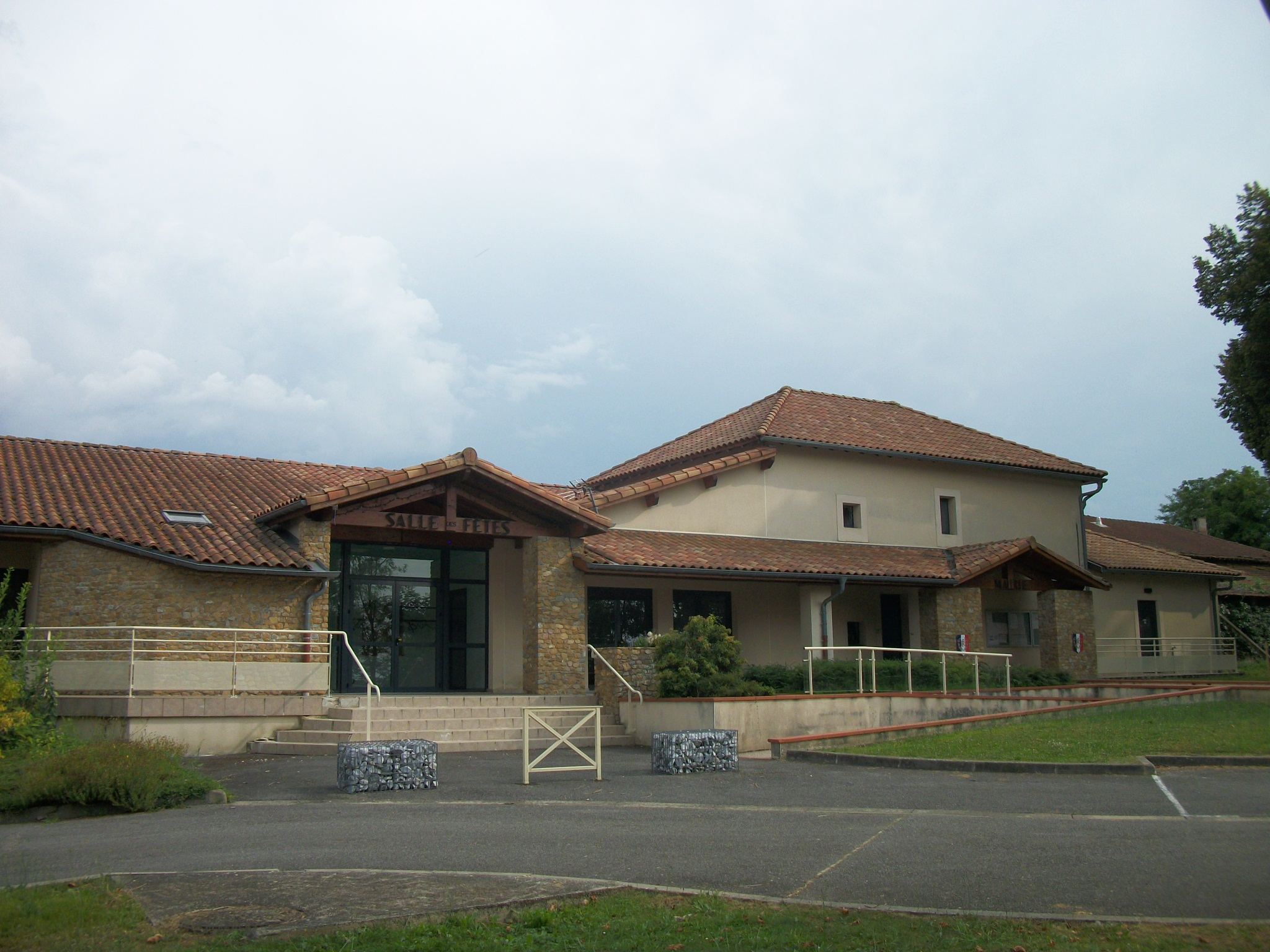
La salle des fêtes

## Population et société

### Démographie
| 1793 | 1800 | 1806 | 1821 | 1831 | 1836 | 1841 | 1846 | 1851 |
| ---- | ---- | ---- | ---- | ---- | ---- | ---- | ---- | ---- |
| 312  | 237  | 337  | 345  | 397  | 436  | 466  | 694  | 451  |

| 1856 | 1861 | 1866 | 1872 | 1876 | 1881 | 1886 | 1891 | 1896 |
| ---- | ---- | ---- | ---- | ---- | ---- | ---- | ---- | ---- |
| 433  | 430  | 411  | 409  | 404  | 391  | 443  | 288  | 241  |

| 1901 | 1906 | 1911 | 1921 | 1926 | 1931 | 1936 | 1946 | 1954 |
| ---- | ---- | ---- | ---- | ---- | ---- | ---- | ---- | ---- |
| 358  | 319  | 352  | 305  | 283  | 287  | 256  | 244  | 192  |

| 1962 | 1968 | 1975 | 1982 | 1990 | 1999 | 2004 | 2006 | 2009 |
| ---- | ---- | ---- | ---- | ---- | ---- | ---- | ---- | ---- |
| 165  | 148  | 150  | 144  | 126  | 122  | 110  | 107  | 128  |

| 2014 | 2019 | 2022 | - | - | - | - | - | - |
| ---- | ---- | ---- | - | - | - | - | - | - |
| 143  | 147  | 149  | - | - | - | - | - | - |

| selon la population municipale des années : | 1968 | 1975 | 1982 | 1990 | 1999 | 2006 | 2009 | 2013 |
| Rang de la commune dans le département      | 403  | 314  | 364  | 431  | 416  | 459  | 448  | 439  |
| Nombre de communes du département           | 592  | 582  | 586  | 588  | 588  | 588  | 589  | 589  |

### Enseignement
Boudrac fait partie de l'académie de Toulouse.

### Activités sportives
Équitation.

## Économie

### Emploi
|                | 2008  | 2013  | 2018  |
| -------------- | ----- | ----- | ----- |
| Commune        | 7,1 % | 9,2 % | 9 %   |
| Département    | 7,7 % | 9,6 % | 9,3 % |
| France entière | 8,3 % | 10 %  | 10 %  |

En 2018, la population âgée de 15 à 64 ans s'élève à 67 personnes, parmi lesquelles on compte 76,1 % d'actifs (67,2 % ayant un emploi et 9 % de chômeurs) et 23,9 % d'inactifs,. Depuis 2008, le taux de chômage communal (au sens du recensement) des 15-64 ans est inférieur à celui de la France et du département.
La commune est hors attraction des villes,. Elle compte 11 emplois en 2018, contre 8 en 2013 et 11 en 2008. Le nombre d'actifs ayant un emploi résidant dans la commune est de 45, soit un indicateur de concentration d'emploi de 24,4 % et un taux d'activité parmi les 15 ans ou plus de 41,8 %.
Sur ces 45 actifs de 15 ans ou plus ayant un emploi, 8 travaillent dans la commune, soit 18 % des habitants. Pour se rendre au travail, 97,8 % des habitants utilisent un véhicule personnel ou de fonction à quatre roues et 2,2 % n'ont pas besoin de transport (travail au domicile).

### Activités hors agriculture
5 établissements sont implantés  à Boudrac au 31 décembre 2019.
Le secteur de la construction est prépondérant sur la commune puisqu'il représente 40 % du nombre total d'établissements de la commune (2 sur les 5 entreprises implantées  à Boudrac), contre 12 % au niveau départemental.

### Agriculture
La commune est dans les « Coteaux de Gascogne », une petite région agricole occupant une partie ouest du département de la Haute-Garonne, constitué d'un relief de cuestas et de vallées peu profondes, creusés par les rivières issues du massif pyrénéen, avec une activité de polyculture et d’élevage. En 2020, l'orientation technico-économique de l'agriculture  sur la commune est la polyculture et/ou le polyélevage.
|               | 1988 | 2000 | 2010 | 2020 |
| ------------- | ---- | ---- | ---- | ---- |
| Exploitations | 25   | 17   | 15   | 12   |
| SAU (ha)      | 493  | 375  | 351  | 359  |

Le nombre d'exploitations agricoles en activité et ayant leur siège dans la commune est passé de 25 lors du recensement agricole de 1988  à 17 en 2000 puis à 15 en 2010 et enfin à 12 en 2020, soit une baisse de 52 % en 32 ans. Le même mouvement est observé à l'échelle du département qui a perdu pendant cette période 57 % de ses exploitations,. La surface agricole utilisée sur la commune a également diminué, passant de 493 ha en 1988 à 359 ha en 2020. Parallèlement la surface agricole utilisée moyenne par exploitation a augmenté, passant de 20 à 30 ha.

## Culture locale et patrimoine

### Lieux et monuments
- Église de l'Assomption.
- Monument aux morts.
- Monument avec une croix en fer forgé

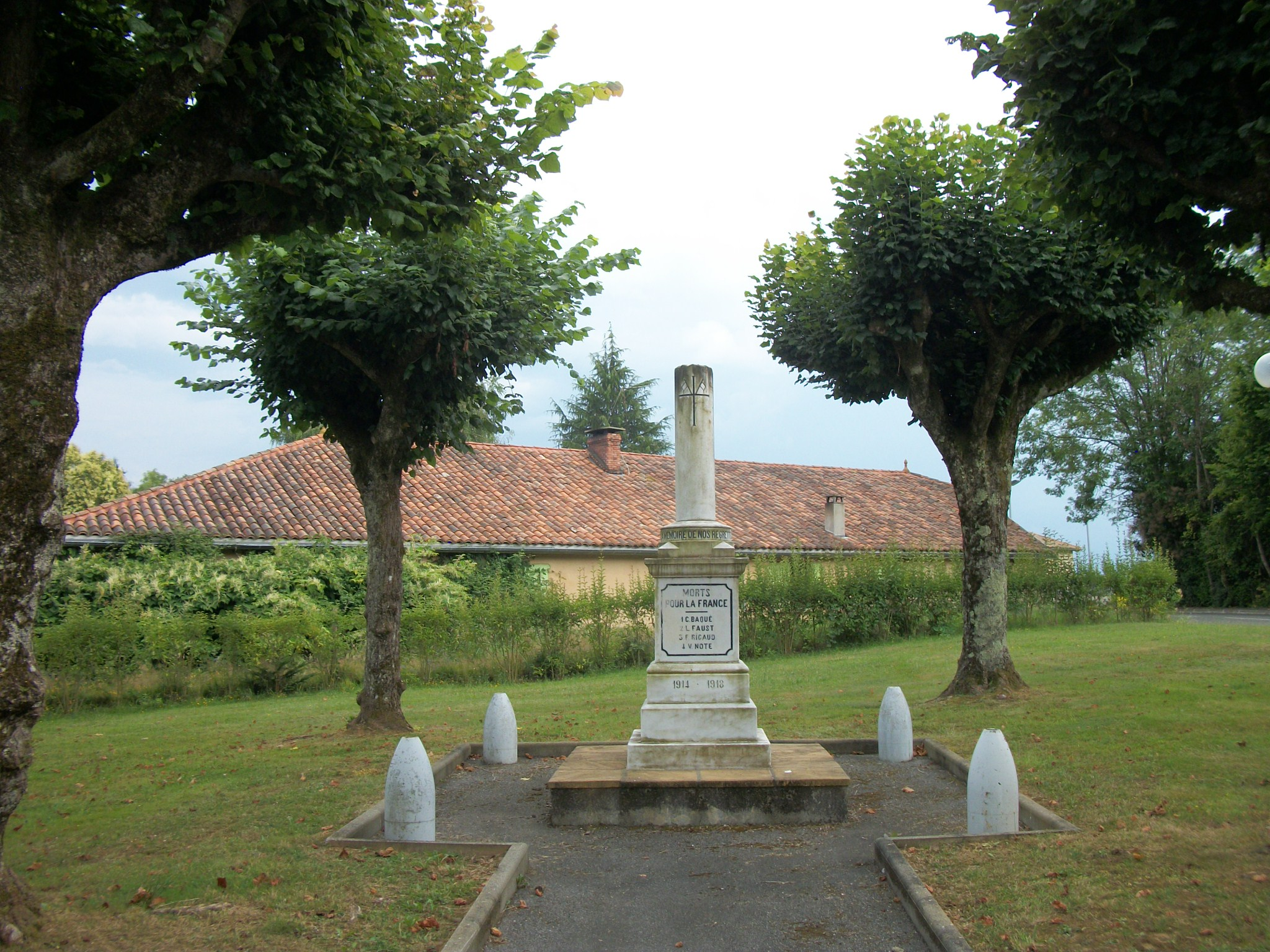
Monument aux morts en marbre blanc
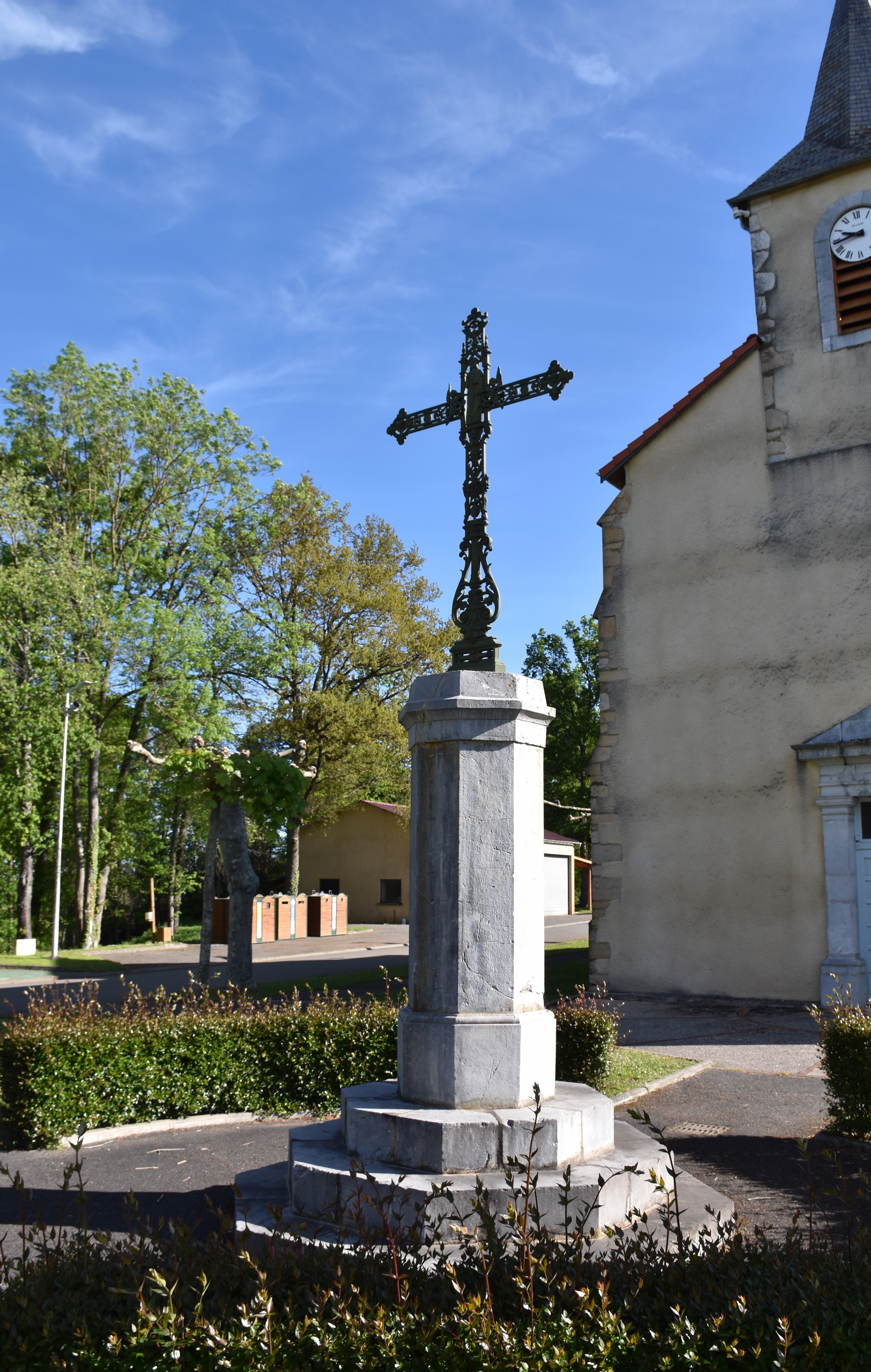
Monument avec une croix en fer forgé. Sont représentés : au centre, le Christ pantocrator, et tout autour des anges.

## Pour approfondir